# التهاب السحايا الهربسي
التهاب السحايا الهربسي هو التهاب في نسج السحايا الواقية المحيطة بالدماغ والنخاع الشوكي نتيجة الإصابة بعدوى فيروسية من عائلة الفيروسات الهربسية – أكثرها شيوعًا بين البالغين فيروس الحلأ البسيط 2. تنتهي الأعراض من تلقاء نفسها على مدى أسبوعين مع صداع شديد، وغثيان، وتقيؤ، وتيبس في الرقبة ورهاب الضوء. قد ينتهي التهاب السحايا الهربسي بتطور التهاب السحايا لمولاريه، الذي يمثل شكلًا متكرر الحدوث من التهاب السحايا. يُعد البزل القطني مع نتائج السائل الدماغي الشوكي الذي يوضح نمط التهاب السحايا العقيم ضروريًا من أجل التشخيص ويُستخدم أيضًا تفاعل البوليمراز المتسلسل من أجل الكشف عن وجود الفيروس. على الرغم من تراجع الأعراض من تلقاء نفسها، قد يُوصى اتباع العلاج باستخدام الأدوية المضادة للفيروسات من أجل منع ترقي المرض إلى التهاب السحايا والدماغ الهربسي.

## التظاهرات السريرية
تشمل الأعراض الشائعة كلًا من الغثيان، والتقيؤ، وتيبس الرقبة، ورهاب الضوء والصداع الجبهي الشديد. قد يعاني المرضى المصابون بالتهاب السحايا بشكل ثانوي بعد إصابتهم بفيروس الحلأ البسيط 2 من الآفات التناسلية، على الرغم من حدوث غالبية حالات التهاب السحايا الهربسي بفيروس الحلأ البسيط 2 دون تطور أعراض الهربس التناسلي. يعاني ما يقارب خمس الأفراد المصابين بفيروس الحلأ البسيط 2 من أعراض التهاب السحايا خلال إصابتهم الأولية بعدوى الفيروس، ويحدث المرض بشكل أكثر شيوعًا لدى الرجال مقارنة بالنساء.

## التشخيص
تُعد التشاخيص التفريقية لهذا المرض واسعة النطاق إذ تشمل مختلف الأسباب الأخرى لالتهاب السحايا (البكتيرية، والفطرية والناجمة عن الأدوية)، والعدوى الجهازية، والتهاب الأوعية الدموية، والأمراض المناعية الذاتية والسرطان. على هذا النحو، لا تُعد التظاهرات المرضية المتمثلة في الحمى، والصداع، وتيبس الرقبة وتغير الحالة العقلية معلومات كافية من أجل وضع التشخيص ما يجعل البزل القطني ضروريًا من أجل تشخيص التهاب السحايا بشكل صحيح. تظهر نتائج السائل الدماغي الشوكي لمرضى التهاب السحايا الهربسي كثرة اللمفاويات في السائل النخاعي، ومستوى غلوكوز طبيعي ومستوى طبيعي أو مرتفع للبروتين.
يمكن اعتبار تقنيات تحليل الدنا مثل تفاعل البوليمراز المتسلسل بمثابة المعيار الذهبي للكشف عن فيروس الهربس داخل السائل الدماغي الشوكي نظرًا إلى النوعية العالية التي تتميز بها هذه التقنيات، إذ استطاعت الكشف عن فيروس الحلأ البسيط 2 لدى المرضى غير المصابين بأي آفات تناسلية بالإضافة إلى أولئك الذين يعانون من التهاب السحايا متكرر الحدوث.

## العلاج
على الرغم من التوصيات الشديدة باستخدام دواء الأسيكلوفير من أجل علاج التهاب الدماغ الهربسي، لا يوجد في الوقت الحالي أي إرشادات مخصصة لتدبير التهاب الدماغ الهربسي. عادة ما يتراجع التهاب الدماغ الهربسي من تلقاء نفسه على مدى أسبوعين دون علاج. مع ذلك، يمكن النظر في استخدام العلاج التجريبي بالأدوية المضادة للفيروسات مثل الإسيكلوفير في حالات الاشتباه بالتهاب السحايا الناجم عن فيروس الحلأ البسيط بهدف منع ترقي المرض إلى التهاب السحايا والدماغ القاتل الناجم عن فيروس الحلأ البسيط.
يحدث التهاب السحايا الهربسي بشكله الأكثر شيوعًا نتيجة فيروس الحلأ البسيط 2. ينتقل هذا الفيروس عن طريق الاتصال الجنسي ولا يوجد في الوقت الحالي أي لقاحات أو علاجات شافية من هذا المرض. لا يوجد حتى اللحظة أي برامج مطورة خصيصًا من أجل الوقاية من انتشار فيروس الحلأ البسيط 2 إذ تعتمد الوقاية من المرض بشكل أساسي على تعديل السلوك عن طريق استخدام الواقي الذكري أو عبر تطبيق الأدوية المضادة للفيروسات عند الإصابة بعدوى الفيروس.